# Café Zartl

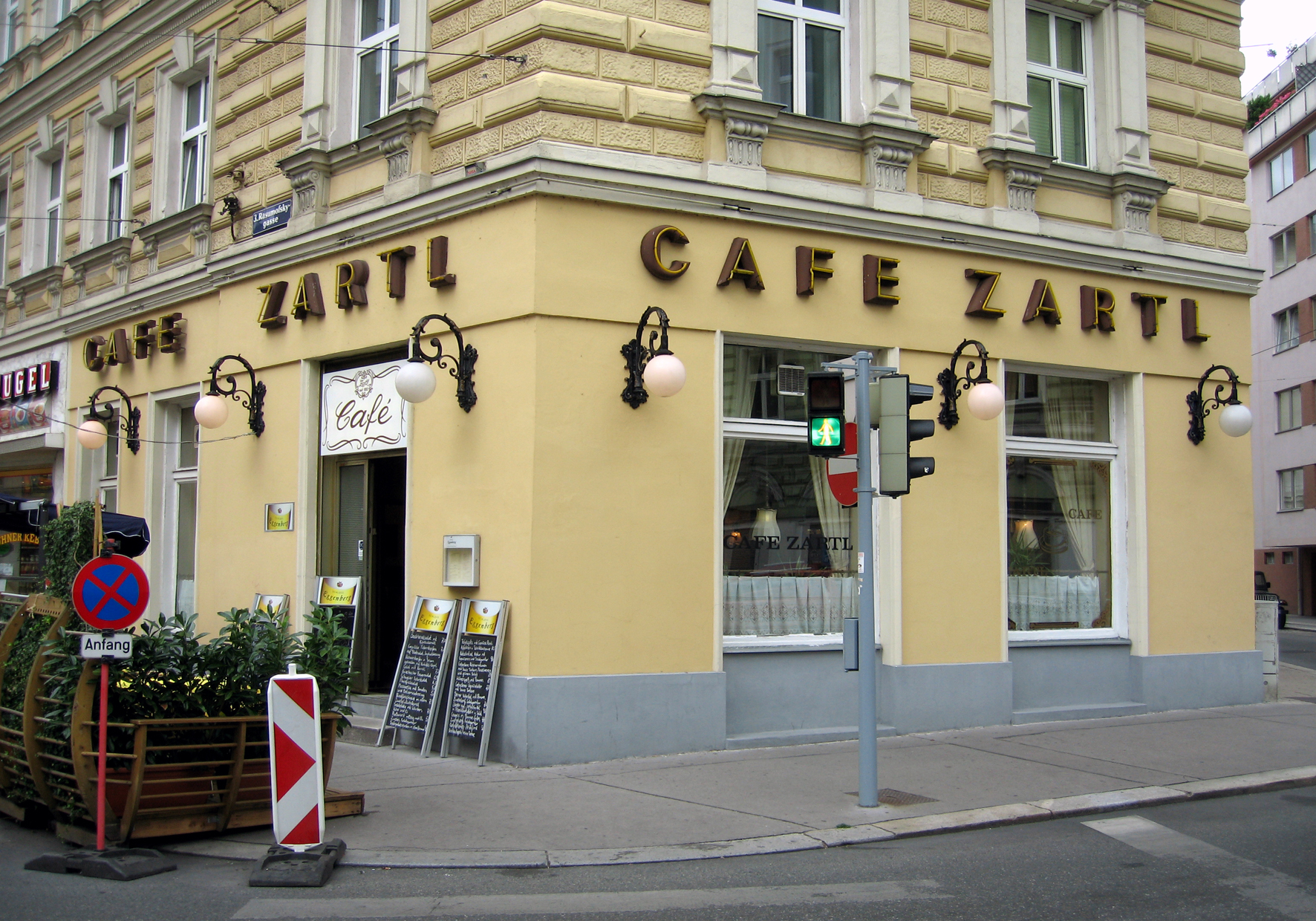
Das Café Zartl in der Rasumofskygasse in Wien

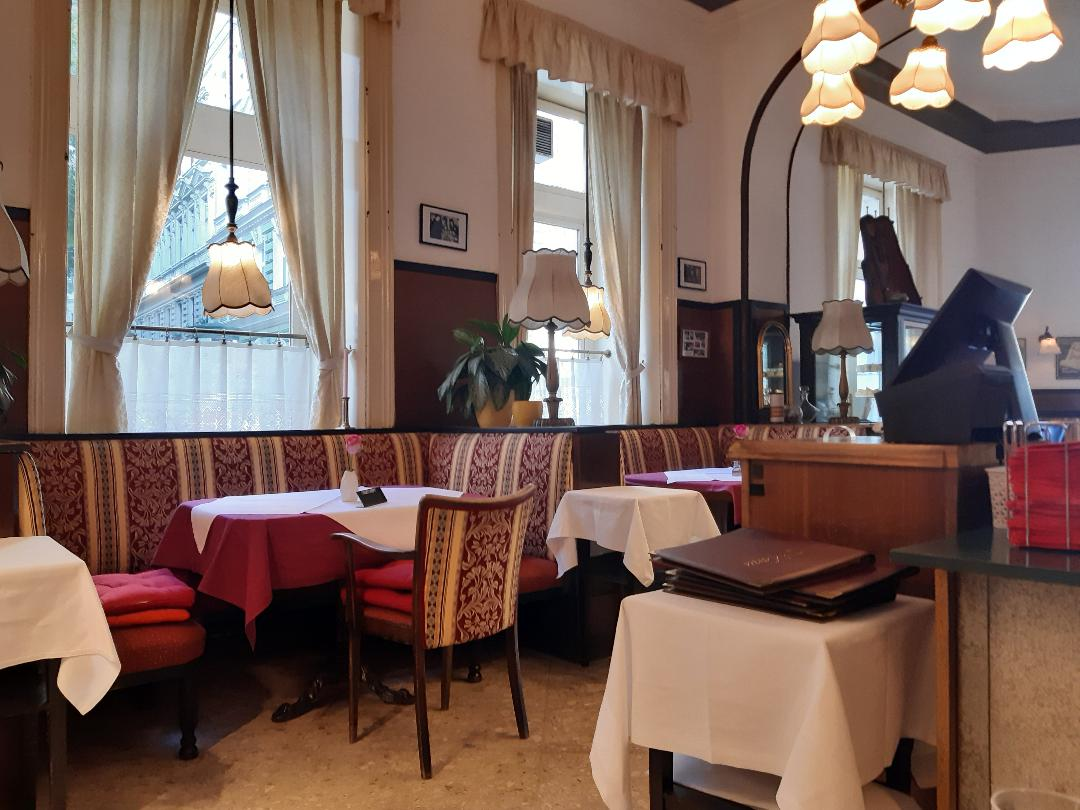
Der Gastraum des Café Zartl

Das Café Zartl ist ein Wiener Kaffeehaus in der Rasumofskygasse Ecke Marxergasse im 3. Wiener Gemeindebezirk Landstraße.
1883 wurde in dem neu errichteten Eckhaus Rasumofskygasse Nr. 7 nahe der Rotundenbrücke ein erstes – zunächst noch sehr schlichtes – Café eröffnet. Erst als um 1919 Robert Zartl das Lokal übernahm, entstand hier das Kaffeehaus, so wie es sich auch heute noch präsentiert: mit Sitznischen, englischer Leinentapete, Kristalllustern, Billardtischen und einer original Filtriermaschine Marke Kolschitzky.
In der Zwischenkriegszeit avancierte das Zartl zu einem Treffpunkt von Literaten. Zu den Stammgästen zählten damals Robert Musil (der nur wenige Häuser weiter in der Rasumofskygasse Nr. 20 wohnte), Heimito von Doderer (dessen Elternhaus in der nahegelegenen Stammgasse war), Franz Karl Ginzkey und der Kabarettist Karl Farkas.
Nach dem Zweiten Weltkrieg wurde das Café wiedereröffnet und entwickelte sich erneut zu einem Literaten- und Künstler-Treffpunkt. Hier verkehrten unter anderem Milo Dor, Barbara Frischmuth, Georg Eisler, Alfred Hrdlicka, Friedensreich Hundertwasser, Axel Corti, Gottfried von Einem, Friedrich Gulda, Jeannie Ebner und gegenwärtig Robert Schindel.
Das Café findet Erwähnung in Heimito von Doderers Roman Die Wasserfälle von Slunj (1963), existierte zur Zeit der Jahrhundertwende, in der die Geschichte spielt, jedoch noch nicht in seiner späteren Form. Jeannie Ebner schrieb hier nach eigenen Angaben ihren Roman Die Wildnis früher Sommer (1958) und Karl Farkas widmete dem Zartl den Vierzeiler:
Geh’ in’s Café!
steht als Slogan heut auf manchem Kartl –
in’s gemütlichste Café, schön wie anno Schnee –
in’s Café Zartl!
Das Zartl verfügt über einen kleinen Schanigarten sowie über einen abgetrennten Raum, den Kalanag-Salon – benannt nach dem berühmten Zauberkünstler Kalanag –, in dem sich die Wiener Mitglieder der International Brotherhood of Magicians treffen.